# Chiquimulilla
Chiquimulilla é uma cidade da Guatemala do departamento de Santa Rosa. 